# Mesochorus nematus
Mesochorus nematus là một loài tò vò trong họ Ichneumonidae.